# Ossa de Montiel
Ossa de Montiel (antiguamente Osa de Montiel) es un municipio y localidad española de la provincia de Albacete, en la comunidad autónoma de Castilla-La Mancha. En 2020 contaba con 2262 habitantes, según los datos oficiales del INE.

## Geografía
Integrado en la comarca de Campo de Montiel de la provincia de Albacete, se sitúa a 82 kilómetros de la capital provincial. El término municipal está atravesado por la carretera nacional N-430, entre los pK 420 y 436, por la carretera autonómica CM-3123, que conecta con Villarrobledo y El Bonillo, y por carreteras locales que permiten la comunicación con Tomelloso, Ruidera y Villahermosa. 
El relieve del municipio está definido por el altiplano manchego conocido como Campo de Montiel. Al suroeste, se extiende parte del Parque Natural de las Lagunas de Ruidera, que incluye las siguientes lagunas: Laguna Concejo, Laguna Tomilla, Laguna Tinaja, Laguna de San Pedro, Laguna Redondilla, Laguna Lengua, Laguna Santo Morcillo, Laguna Batana y Laguna La Colgada (la última compartida con el municipio de Ruidera). Estas lagunas están conectadas por el río Guadiana Alto, que tiene su origen algo más al sur. El resto del municipio está dominado por una extensa llanura con algunos cerros aislados (Herrería, Cabeza de Sages, Cabeza de Canto). La altitud del territorio oscila entre los 1029 metros al norte (cerro Herrería) y los 790 metros a orillas del Guadiana Alto. El pueblo se alza a 900 metros sobre el nivel del mar. 
| Noroeste: Alhambra (exclave) (Ciudad Real)            | Norte: Villarrobledo                         | Noreste: El Bonillo |
| Oeste: Alhambra (Ciudad Real) y Ruidera (Ciudad Real) |                                              | Este: El Bonillo    |
| Suroeste: Villahermosa (Ciudad Real)                  | Sur: Villahermosa (Ciudad Real) y El Bonillo | Sureste: El Bonillo |

## Historia

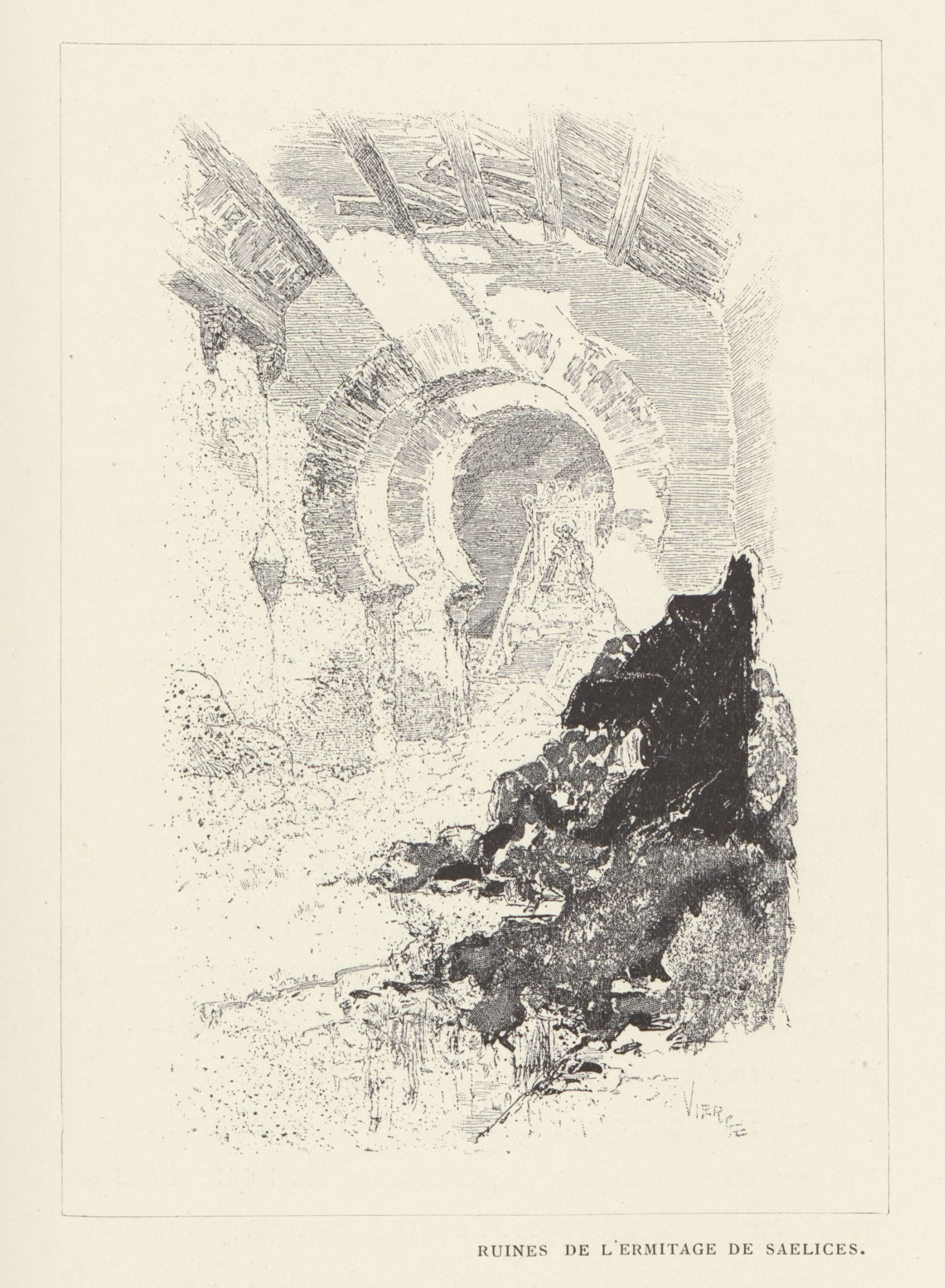
Interior de la desaparecida ermita de San Pedro de Sahelices (c. 1901), al oeste del término municipal. A mediados del fue construida una nueva ermita de nueva planta sobre sus restos, conocida como ermita de San Pedro de Verona.

Durante seis siglos fue parte del antiguo Campo de Montiel: desde comienzos del siglo XIII, tras la Reconquista de este territorio y hasta 1833, tras el decreto del ministro Javier de Burgos cuando se produce la división provincial vigente hoy en día. Se crea, pues, la provincia de Ciudad Real. Se tomó como base dos de los tres partidos en que se dividía la antigua provincia de La Mancha, el Partido de Almagro, Orden y Campo de Calatrava, y el de Villanueva de los Infantes de la Orden de Santiago. De este último pasa la localidad de Ossa de Montiel a la nueva provincia de Albacete, y del partido de Alcaraz, donde estaba incardinada Villanueva de la Fuente, pasa esta, a su vez, a la nueva provincia de Ciudad Real como un intercambio de territorios. Entonces se convirtió en el único municipio del Campo de Montiel que se integró en la provincia de Albacete, mientras que el resto pasaron a formar parte de la provincia de Ciudad Real. 
Se llamó Osa de Montiel hasta el censo de 1857, cuando adoptó su nombre actual.
El 23 de febrero de 2015, a las 17:16 hora local, la localidad fue el epicentro de un movimiento sísmico producido a 15 kilómetros de profundidad. El temblor registró una magnitud 5,2 en la escala de Richter y de intensidad 4 en la escala de Mercalli, durante una duración de casi cinco segundos. El temblor se dejó sentir en el centro peninsular (Morata, Tielmes, etc.), sin que se registraran daños humanos ni materiales.
El 20 de septiembre de 2019, la localidad fue golpeada por una fuerte tormenta causando así graves destrozos e inundaciones en gran parte del municipio.

## Geografía humana

### Demografía
Cuenta con una población de 2216 habitantes (INE 2024).
| Gráfica de evolución demográfica de Ossa de Montiel entre 1842 y 2021                                                                                               |
| |
| Población de derecho según los censos de población del INE Población de hecho según los censos de población del INEEn este censo se denominaba Osa de Montiel: 1842 |

| 1900 | 1950 | 1970 | 1981 | 1990 | 1995 | 2000 | 2010 | 2014 | 2015 | 2016 | 2019 | 2022 |
| ---- | ---- | ---- | ---- | ---- | ---- | ---- | ---- | ---- | ---- | ---- | ---- | ---- |
| 1306 | 3545 | 2802 | 2665 | 2894 | 2875 | 2774 | 2666 | 2530 | 2510 | 2422 | 2307 | 2215 |

### Economía
El principal elemento dinamizador de la economía local es el turismo. Las lagunas de Ruidera, que se encuentran en su término municipal, son un reclamo turístico importante. El parque natural existente en torno a las lagunas tieneuna amplia oferta de ocio. Además posee una gran riqueza cinegética a lo largo de todo el territorio. Otro aliciente turístico es la proximidad de la monumental y artística población de Alcaraz.
El segundo de los sectores económicos de la población es la agricultura. Su producción se centra en el viñedo y los cereales.
El sector de la construcción constituyó una parte importante de la economía hasta que comenzó a decaer con la llegada de la crisis económica, obligando a los trabajadores a buscar otras posibilidades de trabajo.

## Patrimonio
Dentro del casco urbano de la localidad se sitúa la iglesia parroquial de Santa María Magdalena. El templo es una construcción gótica de principios del siglo XVI formado por planta rectangular, arcos diafragma transversales, cubierta mudéjar de madera y coro alto a los pies sostenido por pilares.
En el exterior la fachada está rematada en una curiosa espadaña y la portada se abre en arco de medio punto.

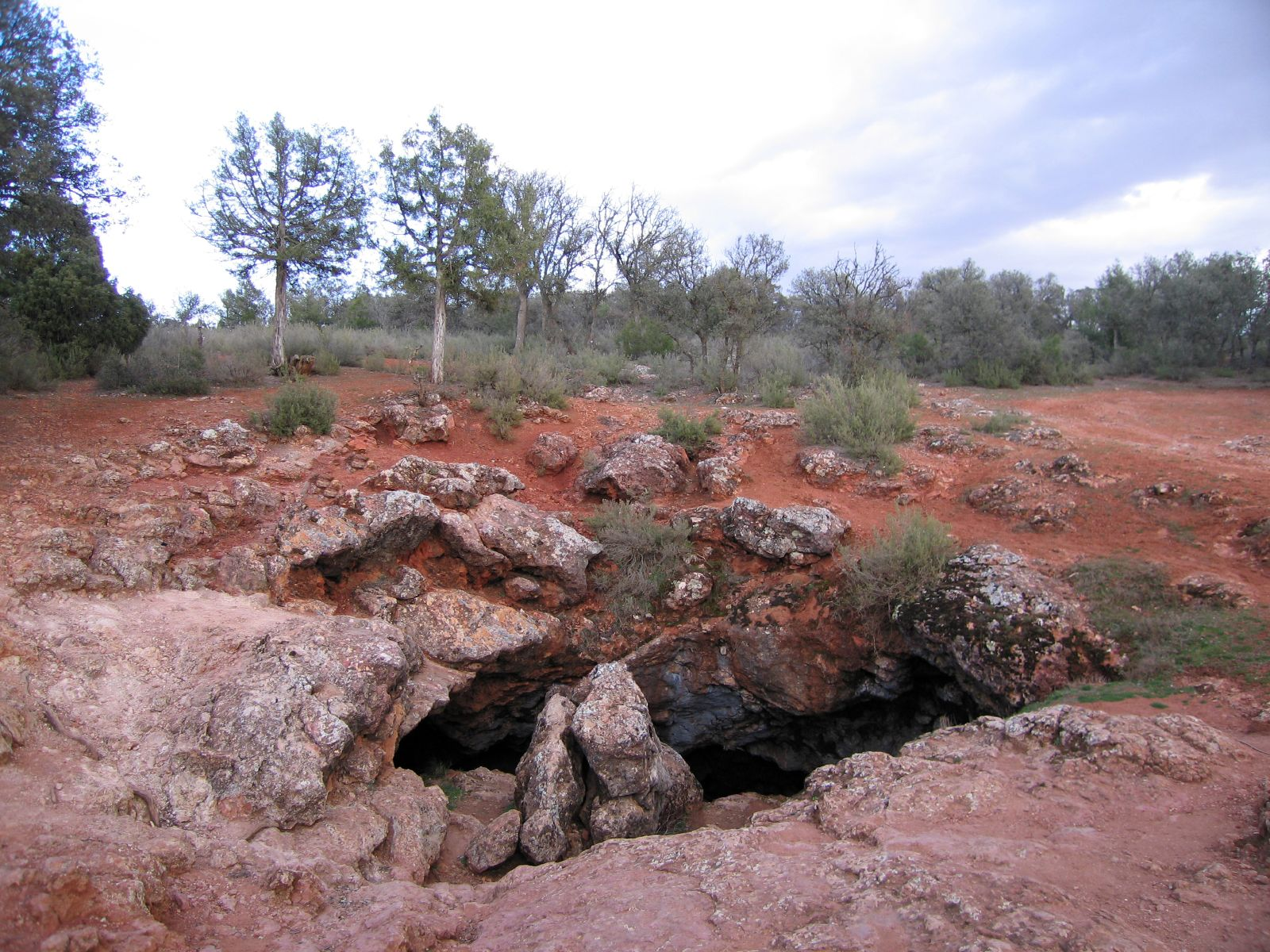
Cueva de Montesinos

La cueva de Montesinos se halla a 5 kilómetros de esta localidad en dirección a las lagunas de Ruidera. Es una cueva kárstica de poca profundidad. Miguel de Cervantes centra el desarrollo del capítulo xxii de la segunda parte de Don Quijote de la Mancha en esa cueva. 
A unos 7 km de la población se encuentra el Castillo de Rochafrida, que contiene restos de obra claramente visigodos, parece que fue reconstruido durante la época musulmana en el siglo XII. El castillo, aunque ya en estado de ruina progresiva, sigue teniendo un alto valor histórico.
La mayor parte del parque natural de las Lagunas de Ruidera pertenece a este municipio.

## Fiestas
- Feria: 16 al 20 de agosto.
- San Miguel Arcángel: 29 de septiembre.
- Romería San Pedro de Verona, mártir  (Dos festejos, el primero variable, el segundo día 29 de abril).
- Semana Santa: Fecha variable.
- Carnavales: Fecha variable.